# Lastgeving (Belgisch recht)
Lastgeving is in België een vorm van vertegenwoordiging die kan voortvloeien uit de wet, een gerechtelijke beslissing of uit een overeenkomst.

## Lastgeving in het Burgerlijk Wetboek
Conventionele lastgeving wordt geregeld door het Burgerlijk Wetboek in de artikelen  1984-2010. Het gaat om een contract waarbij de ene persoon aan de andere persoon de bevoegdheid geeft om in naam en voor rekening van de andere een rechtshandeling te stellen. Art. 1984 spreekt verkeerdelijk van "macht": lastgeving is immers een overeenkomst en het begrip "macht" wijst op de mogelijkheid en niet op de verplichting om een handeling te stellen. De lasthebber mag niets doen dat buiten de lastgeving valt, hij mag zijn lastgevingsbevoegdheid niet te buiten gaan. Zo hij dit wel doet, spreekt men van schijnvertegenwoordiging.
Lastgeving kan worden verleend door middel van een authentieke akte of door een onderhandse akte. Het kan ook mondeling geschieden, maar dan is de bewijslast uiteraard zwaarder en zijn de bewijsregels van het Belgisch burgerlijk recht van toepassing.
In principe geschiedt lastgeving gratis, tenzij het contract iets anders voorschrijft.
De regeling van het lastgevingscontract is van aanvullende aard, wat inhoudt dat de partijen er contractueel van kunnen afwijken.

### Verplichtingen van de lasthebber
De lasthebber moet de lastgeving volbrengen en is verantwoordelijk voor de schade die zou kunnen ontstaan indien hij het lastgevingscontract niet uitvoert. Hij is niet enkel aansprakelijk voor schade die veroorzaakt werd door zijn bedrieglijk opzet, maar ook voor zijn onopzettelijke fout. Gebeurt de lastgeving gratis, dan wordt deze aansprakelijkheid milder toegepast.

### Verplichtingen van de lastgever
De lastgever moet, zoals overeengekomen, zijn contractuele verplichtingen naleven. Hij moet de kosten die de lasthebber gemaakt heeft in uitvoering van het lastgevingscontract vergoeden. Indien aan de lasthebber loon is beloofd, moet hij dit uitbetalen. Heeft de lasthebber in de uitvoering schade geleden die hem niet verweten kan worden, dan moet de lastgever deze schade vergoeden.

## Andere vormen
Er zijn uiteraard andere vormen van lastgeving, die buiten een overeenkomst ontstaan. Zo kan lastgeving ook ontstaan uit de wet (bv. ouderlijk gezag, voogdij) en uit een gerechtelijke beslissing (bv. de aanstelling van een curator bij een faillissement).